# 日の出銀座商店街
日の出通り銀座商店街（ひのでどおりぎんざしょうてんがい）は、東京都大田区南蒲田2丁目と3丁目の間に位置する商店街である。

## 概要
東京都道311号環状八号線「日の出通り交番前」交差点から南西方向へ七辻までつづくおよそ550mの道路ならびに、中間地点にある南蒲田二丁目アパート先の五叉路周辺のおよびそこから南に分岐する道路沿いを含めた、およそ50件の商店から構成されている。

## 特色
南行き一方通行で自動車の通行が許容されているが、夕方の買い物時間帯は乗用車の乗り入れが制限される。南蒲田三丁目に振興組合事務所があり、建物内に「ひので庵」としてトイレ併設の無料休憩所が置かれている。
2014年1月から2016年5月まで、プロバスケットボールチームである「アースフレンズ東京Z」がひので庵2階に運営事務局を置いていた縁もあり、商店街全体でアースフレンズ東京Zを応援する企画を時折実施している。

## アクセス
- 京浜急行電鉄本線京急蒲田駅から徒歩10分
- 京急空港線糀谷駅徒歩7分
- 京浜急行バス日の出通りバス停下車すぐ